# 魯德什足球俱樂部
魯德什足球俱樂部是一支位於克羅地亞魯德什的職業足球會，目前於克羅地亞足球甲級聯賽角逐。

## 外部連結
- 官方网站